# Transmaurienne Vanoise
La Transmaurienne Vanoise est une course de VTT crée en 1988, qui se déroule dans le domaine de la Haute Maurienne Vanoise. Cet événement est ouvert à tous types de participants et est également la seule course à étapes labellisée UCI en France. Elle a lieu tous les ans au mois de juillet et dure sept jours.

## Histoire
La Transmaurienne Vanoise a été créée en 1988 par Jacques Vermeulen, époque où la pratique du VTT n'était encore que marginale. Cette épreuve avait pour objectif de permettre à toutes les personnes, qu'elles soient confirmées ou non, de pratiquer le vélo tout terrain sur les chemins de la Haute Maurienne, en proposant des parcours de difficultés diverses. Dans les années 1990, l'épreuve se délocalise vers le massif de la Toussuire avant de se diriger vers le massif des Sybelles. Les parcours différent d'une année sur l'autre, depuis la première édition,
L'épreuve est aujourd'hui co-organisée par la Haute Maurienne Vanoise, les stations de Val Cenis et d'Aussois et l'Agence LVO.

## Description de l'événement
Épreuve historique, le Mode Compétition se déroule pendant 5 jours, du lundi au vendredi, proposant des parcours chronométrés alliant technicité et vitesse. Chaque année, trois formules sont proposés : le Parcours 9000, le Parcours 6000 et l'EDF E-Race (ouverte aux E-Bike).
La Transmaurienne Vanoise se compose également d'un Mode Randonnée, accessible à toutes les personnes qui souhaitent découvrir la Haute Maurienne en VTT musculaire ou en e-bike, d'une formule exclusivement réservée aux enfants (Mode Enfants), d'un Mode Gravel inauguré en 2024 et d'un After le samedi, pour clore l'édition en beauté.

## Le Mode Compétition

### Les catégories
Sur la Transmaurienne Vanoise, vous avez le choix entre le "Parcours 9000", épreuve reine de l'événement et ouverte à tous dès l'âge de 19 ans, le "Parcours 6000", accessible à tous à partir de 15ans et labellisé UCI pour la première fois en 2025 et l'EDF E-Race, qui reprend les traces du Parcours 6000 en VTT électrique.

### La Labellisation UCI
Depuis 2016, la Transmaurienne Vanoise a fait son entrée dans le calendrier international de l'UCI. Cette labellisation permet à l'épreuve d'attirer des coureurs et des teams MTB de niveau et de dimension internationale. En effet, les premiers des classements masculins et féminins du "Parcours des 9000" bénéficieront de points UCI, qui permettent d'établir annuellement les classements mondiaux de la discipline.

### Palmarès
| Édition | Vainqueur classement masculin | Vainqueur classement féminin |
| ------- | ----------------------------- | ---------------------------- |
| 1988    | Mike Kloser                   | N/A                          |
| 1989    | Pas d'édition                 | N/A                          |
| 1990    | Patrice Thévenard             | N/A                          |
| 1991    | Patrice Thévenard             | N/A                          |
| 1992    | Frédéric Bonhomme             | N/A                          |
| 1993    | Gilles Sanders                | N/A                          |
| 1994    | Eric Achard                   | N/A                          |
| 1995    | Pascal Maréchal               | N/A                          |
| 1996    | Christophe Manin              | N/A                          |
| 1997    | Christophe Manin              | Nathalie Fiat                |
| 1998    | Christophe Manin              | N/A                          |
| 1999    | Filip Meirhaeghe              | N/A                          |
| 2000    | Jean-Christophe Péraud        | Sabrina Enaux                |
| 2001    | Thomas Meyer                  | Sonia Clolus                 |
| 2002    | Jérôme Chiotti                | Danièle Troesch              |
| 2003    | Jérôme Chiotti                | Sonia Clolus                 |
| 2004    | Paul Moucheraud               | Florence Bouvier             |
| 2005    | Grégory Vollet                | Coralie Redelsperger         |
| 2006    | Émilien Mourier               | Olivia Cascino               |
| 2007    | Marcus Roy                    | Laura Turpijn                |
| 2008    | Nicolas Bouchet               | Fanny Bourdon                |
| 2009    | Julien Saussac                | Fanny Bourdon                |
| 2010    | Paul Rémy                     | Maaris Meier                 |
| 2011    | Pascal Hossay                 | Kristine Norgaard            |
| 2012    | Frans Claes                   | Fanny Bourdon                |
| 2013    | Nicolas Bouchet               | Fanny Bourdon                |
| 2014    | Yoann Sert                    | Fanny Bourdon                |
| 2015    | Rémi Laffont                  | Coralie Redelsperger         |
| 2016    | Marc Stutzmann                | Isa Klein                    |
| 2017    | Marc Stutzmann                | Margot Moschetti             |
| 2018    | Arnold Jeannesson             | Margot Moschetti             |
| 2019    | Lukas Flückiger               | Ilona Chavaillaz             |
| 2020    | Leonardo Páez                 | Eva Lechner                  |
| 2021    | Jens Adams                    | Estelle Morel                |
| 2022    | Bruno Vitali                  | Estelle Morel                |